# Murali Nair
Murali Nair (malajalam മുരളി നായർ, ur. 10 stycznia 1966 w Anandapuram) – indyjski reżyser, scenarzysta i producent filmowy.
Jego pierwszy film fabularny, Tron śmierci (1999), był satyrą na wszechobecne w Indiach klasowe nierówności i polityczną korupcję. Obraz zdobył Złotą Kamerę za najlepszy debiut reżyserski na 52. MFF w Cannes. Późniejsze filmy Naira, Pieski dzień (2001) i Historia, która zaczyna się na końcu (2003), prezentowane były w sekcji "Un Certain Regard" odpowiednio na 54. i 56. MFF w Cannes.
Zasiadał w jury przyznającym Złotą Kamerę na 55. MFF w Cannes (2002).